# Nagapattinam
Nagapattinam (Tamil: நாகப்பட்டினம் Nākappaṭṭiṉam [ˈnaːɡʌpːaʈːinʌm]; auch: Nagapatnam, veraltet: Negapatam) ist eine Stadt im südindischen Bundesstaat Tamil Nadu mit rund 103.000 Einwohnern (Volkszählung 2011). Sie liegt im Mündungsdelta der Kaveri an der Koromandelküste am Golf von Bengalen rund 250 Kilometer südlich von Chennai (Madras). Nagapattinam ist der Verwaltungssitz des Distrikts Nagapattinam.

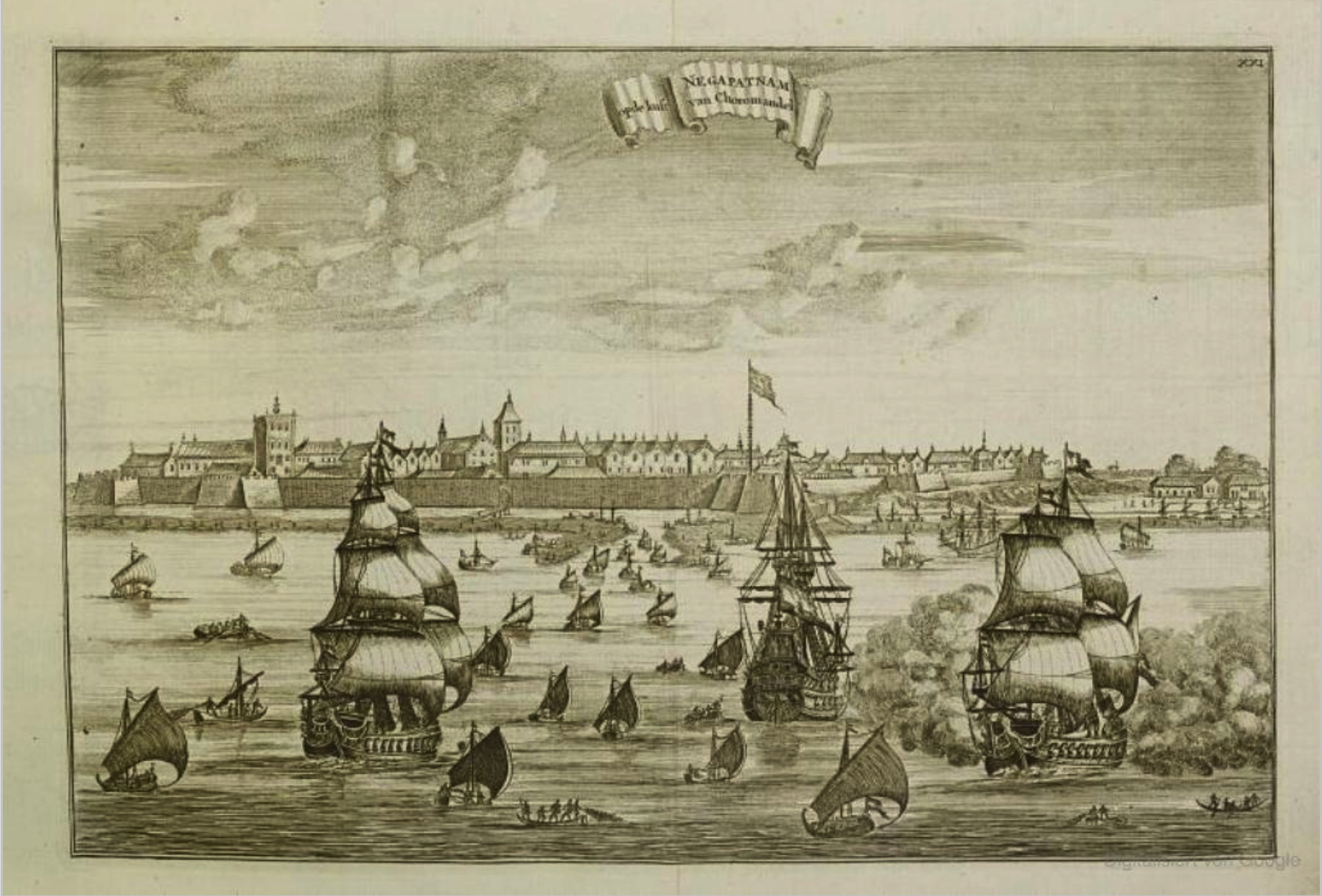
Negapatnam van Choromandel, niederl. Kupferstich, 18. Jh.

Die Geschichte der Stadt reicht bis in die Antike zurück: Beim griechischen Geografen Claudius Ptolemäus wird der Ort im 2. Jahrhundert als Nigamos und im 13. Jahrhundert beim persischen Historiker Raschid ad-Din als Malifattan erwähnt. Im 16. Jahrhundert gründeten die Portugiesen einen Stützpunkt in Nagapattinam. 1660 fiel die Stadt an die Niederlande und blieb die wichtigste niederländische Besitzung in Indien, ehe sie 1781 von den Briten erobert wurde. Nachdem das Königreich Thanjavur 1799 unter britische Herrschaft geraten war, wurde Nagapattinam zur Hauptstadt des neugegründeten Distrikts Thanjavur gemacht und blieb es bis 1845. Nach der indischen Unabhängigkeit wurde Nagapattinam 1991 wieder zur Distrikthauptstadt, als der alte Distrikt Thanjavur in die Distrikte Thanjavur und Nagapattinam geteilt wurde. 2004 gehörte die Gegend Nagapattinam zu den am schwersten vom Tsunami betroffenen Küstenabschnitten in Indien.
Verwaltungstechnisch gehört zur Stadt Nagapattinam auch der rund sechs Kilometer nördlich gelegene Ort Nagore, ein bedeutender muslimischer Wallfahrtsort. Hier befindet sich ein Schrein (Dargah) am Grab des Sufi-Heiligen Syed Shahul Hamid Qadir Vali (Nagore Andavar), der im 16. Jahrhundert lebte. Einmal jährlich findet zu Ehren des Heiligen ein 14-tägiges Festival statt. Zwölf Kilometer südlich von Nagapattinam liegt Velankanni, der wichtigste christliche Wallfahrtsort Indiens.
71 Prozent der Einwohner sind Hindus. Daneben gibt es eine größere Minderheit von Muslimen (25 Prozent) und eine kleinere christliche Minderheit (4 Prozent). Die Hauptsprache ist, wie in ganz Tamil Nadu, das Tamil, das von 99 Prozent der Bevölkerung als Muttersprache gesprochen wird.